# جينيفر ديكر
جينيفر ديكر (بالفرنسية: Jennifer Decker)‏ وهي ممثلة فرنسية ولدت في يوم 28 ديسمبر 1982 في فرنسا، مثلت في الأفلام الأمريكية منها فلم الأولاد الطائرين في 2006 ومثلت في أفلام ومسرحيات أخرى.

## روابط خارجية
- جينيفر ديكر على موقع IMDb (الإنجليزية)
- جينيفر ديكر على موقع ألو سيني (الفرنسية)
- جينيفر ديكر على موقع أول موفي (الإنجليزية)
- جينيفر ديكر على موقع قاعدة بيانات الفيلم (الإنجليزية)
- جينيفر ديكر على موقع كينوبويسك (الروسية)
- جينيفر ديكر على موقع كينوبويسك (الروسية)